# Usnea firma
Usnea firma är en lavart som beskrevs av Motyka. Usnea firma ingår i släktet Usnea och familjen Parmeliaceae.   Inga underarter finns listade i Catalogue of Life.